# Pyramus en Thisbe
Pyramus en Thisbe (Oud-Grieks Πύραμος καὶ Θίσβη = Pýramos kaì Thísbê) is een verhaal uit de Griekse mythologie over de onmogelijke liefde tussen twee jonge mensen uit Babylon. Anders dan in de meeste mythologische verhalen, spelen de Griekse godenwereld en bovennatuurlijke nimfen en saters geen enkele rol.

## Vroegste bronnen
- De Romeinse schrijver Hyginus (1e eeuw v.Chr.) beschrijft hun lot in zijn Fabulae 242. Hij was met Ovidius bevriend.
- Ovidius (43 v.Chr. - 17) schreef over hen in de Metamorphosen. De vijftien boeken van dit gedicht zijn sinds eeuwen een veelgebruikte inspiratiebron voor schilders, dichters en componisten. Liber IV, vers 55-166, behoort tot de meest verbeelde stukken. En anders dan de meeste metamorfosen eindigt het verhaal met de dood van de helden, maar hun bloed besmeurde een witte moerbeiboom; die droeg sindsdien rode moerbeien, waardoor er toch sprake was van een metamorfose. De eerste regels luiden:

Pyramus et Thisbe, iuvenum pulcherrimus alter, altera, quas Oriens habuit, praelata puellis, contiguas tenuere domos.
(Vertaald:)
Pyramus en Thisbe, hij, de schoonste der jongelingen, zij, uitverkorene onder de meisjes uit het Oosten, woonden in aangrenzende huizen.

## Inhoud

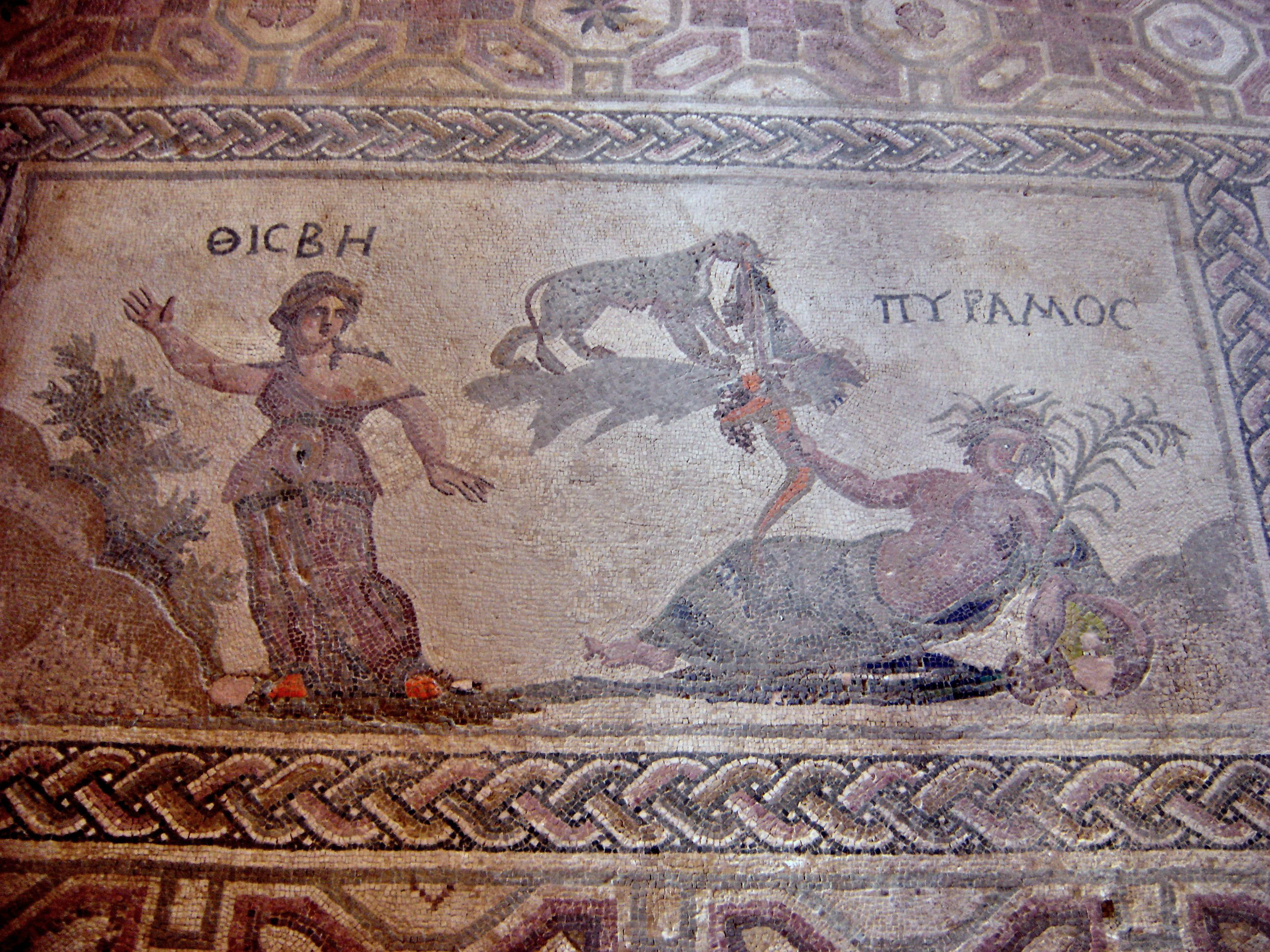
Pyramus en Thisbe op een Grieks mozaïek in Paphos op Cyprus.

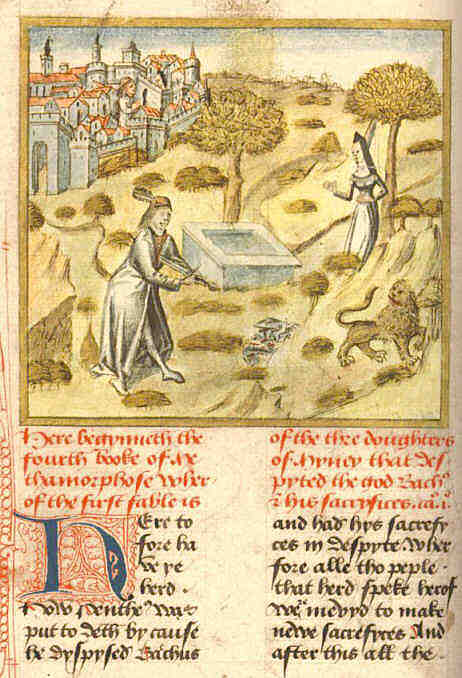
De eerste Engelse druk van Ovidius, de Metamorphoses in de vertaling van William Caxton, circa 1480. Te zien zijn een middeleeuws Babylon, Pyramus met zijn zwaard op de borst, het graf van Ninus onder de moerbeiboom, Thisbe, haar sluier en de leeuw.

Pyramus, een van de mooiste jongens, en Thisbe, een van de mooiste meisjes van het Oosten, zijn verliefd op elkaar. Het feit dat ze buren zijn versterkt dit alleen maar. Ze zouden graag met elkaar trouwen, maar hun vaders verbieden dit. Er is echter tijdens de bouw een spleet ontstaan tussen de twee aangrenzende huizen en door deze spleet kunnen de geliefden met elkaar communiceren.
Op een dag besluiten de twee jonge mensen 's nachts af te spreken bij het graf van Ninus in de schaduw van een moerbeiboom. Thisbe gaat naar de afgesproken plaats en gaat zitten in de schaduw van de boom, maar dan ziet zij een leeuwin, die haar dorst lest in een naburige bron. De leeuwin heeft een bebloede muil door een recente slachting van runderen. Het meisje vlucht naar een grot, en terwijl ze vlucht verliest ze haar sluier. De leeuwin stapt op de sluier en verscheurt deze met haar bebloede muil. Wanneer Pyramus bij de moerbeiboom komt ziet hij in het mulle zand sporen van de leeuwin en iets verder de bebloede sluier van Thisbe. Pyramus concludeert dat Thisbe is opgegeten door het wilde dier en hij besluit een einde te maken aan zijn leven omdat hij niet verder wil leven zonder Thisbe en met een vreselijk schuldgevoel. Hij neemt zichzelf namelijk kwalijk dat hij niet vroeger op de afgesproken plaats was. Hij laat zich in zijn zwaard vallen en sterft. Wanneer Thisbe terugkomt uit de grot en terug wil gaan naar de moerbeiboom, herkent zij deze eerst niet, omdat de vruchten van de boom zijn verkleurd door het bloed van Pyramus. Later ziet ze haar geliefde dood op de grond liggen.  Wanhopig besluit ook zij dat zij niet kan leven zonder haar eeuwige liefde, plaatst het zwaard, dat nog lauw is door de vorige doding, onder haar ribben en stort zich erop. Later, nadat de twee dode geliefden gevonden zijn, worden ze samen op de brandstapel gelegd en hun beider as wordt door hun ouders in één urn geplaatst, om toch nog te voldoen aan hun wens om samen te zijn.

## Invloed en adaptaties
Xenophon schreef in de 2e eeuw een soortgelijk verhaal. Zijn Ephesiaká, Vertellingen van Efese, is een roman uit de Romeinse Keizertijd, geschreven in het Grieks. Het beschrijft de lotgevallen van Antheia en Habrokomes. Wanneer zij van haar man wordt gescheiden, slikt zij een vergif. Het blijkt echter een slaapmiddel, de schijndode wordt door rovers gevonden en verkocht.
De Italiaanse dichter Masuccio uit Salerno of Salernitano baseerde hierop in 1475 of 1476 Novellino verhaal 33, een vergelijkbare geschiedenis in Siena over Mariotto en Giannozza. Hij introduceerde het verhaalelement van de vete tussen de families Montague en Capulet. Zijn landgenoot Luigi Da Porto (1485-1529) bewerkte dit tot Giulietta e Romeo en later in 1531 nogmaals tot Historia novellamente ritrovata di due nobili amanti, opnieuw geschreven historie van twee edele geliefden, maar in Verona. Novellino zelf werd herdrukt in 1576.
Geoffrey Chaucer was een van de eersten om het verhaal in het Engels te vertellen in zijn "The Legend of Good Women".
De oudste gedrukte Engelse versie is het gedicht Tragicall Historye of Romeus and Juliet van Arthur Brooke uit 1562. Bij de tweede druk in 1587 heet hij Broke.
There is beyond the Alps, a town of ancient fame,
Whose bright renown yet shineth clear: Verona men it name;
Romeo en Julia van William Shakespeare leent uit deze laatste bron. Het stuk ging in première in Londen tussen 1592 en 1596, mogelijk op 29 januari 1595. De eerste druk uit 1597 is een Bad quarto met woorden die niet van Shakespeare zijn. De eerste goede versie staat in de First Folio van 1623.
Two households, both alike in dignity,
In fair Verona, where we lay our scene,
From ancient grudge break to new mutiny,
Where civil blood makes civil hands unclean
A Midsummer Night's Dream schreef hij in dezelfde periode, een romantische komedie en het enige stuk met een volledig origineel verhaal, naast The Tempest. Toch is Ovidius niet weg te denken. In bedrijf 3, scène 2, ontmoeten Quince en Bottom elkaar voor een repetitie van een toneelstuk.
QUINCE: You can play no part but Pyramus. For Pyramus is a sweet-faced man, a proper man as one shall see in a summer's day, a most lovely, gentlemanlike man. Therefore you must needs play Pyramus.
BOTTOM: Well, I will undertake it. What beard were I best to play it in?
De Franse dichter en toneelschrijver Théophile de Viau (1590-1626) schreef het toneelstuk Les Amours tragiques de Pyrame et Thisbé , een tragedie in vijf aktes, waarschijnlijk geschreven in 1621 en voor het eerst uitgevoerd in 1623. Constantijn Huygens schreef lovend over een opvoering in 1626 in Nederland. Het stuk is niet in het Nederlands vertaald.
In 1894 schreef Edmond Rostand in Les Romanesques, een komedie in drie akten, hoe de vaders van de kinderen Percinet en Sylvette samenspannen om de twee bij elkaar te brengen door te doen alsof ze de liefde verbieden. Het stuk werd (op de titel na) vertaald door Tom Jones en Harvey Schmidt, destijds studenten aan de Universiteit van Texas, en later door hen op muziek gezet in The Fantasticks. De musical is van 3 mei 1960 tot 13 januari 2002 elke avond te zien geweest in het kleine Sullivan Street Playhouse vlak bij Broadway. Deze 17162 uitvoeringen vormen het record van 's werelds langst lopende musical.
The West Side Story is een musical van Leonard Bernstein die Verona verruilt voor Manhattan in New York. Het eerste idee werd hem in januari 1949 voorgesteld door choreograaf Jerome Robbins, maar bleef liggen tot in 1955 Arthur Laurents een verband zag met eigentijdse verschijnselen zoals "the racial problems of Los Angeles". Aan de westkant van Manhattan is het oorlog tussen The Jets en The Sharks, twee jeugdbendes die gewaagde dansen uitvoeren, totdat er één een mes trekt. De liefde tussen Tony en Maria wordt zwaar beproefd. De première was 26 september 1957 in het Winter Garden Theater op Broadway onder regie van Robbins. De verfilming uit 1961 geregisseerd door Robbins en Robert Wise won tien Oscars.

## In het Nederlands

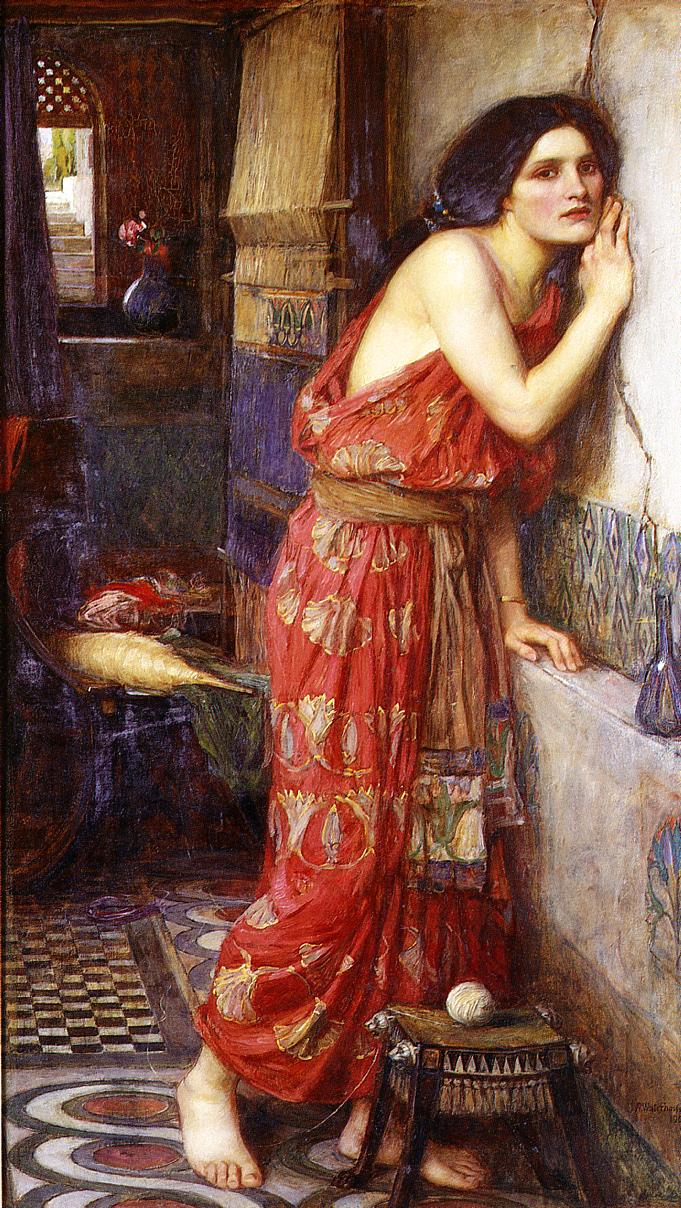
Thisbe door John William Waterhouse

Diverse schrijvers hebben Ovidius herverteld. Vondel schreef Ovidius' Herscheppinge in 1671. Hoewel er later veel anders over is gedacht, bedoelde hij hoogstwaarschijnlijk het enkelvoud "herschepping" als een synoniem van "transformatie" en "hervorming" en een letterlijke vertaling van het woord in de Latijnse titel. Ook in Het vierde boek., regels 67-81, beschrijft hij getrouw in de inleiding hoe Semiramis de stad had omringd met hoge muren van gebakken steen:
De schoone Piramus, en Tisbe, een eer in 't oost,
Gebuurden huis aen huis, elkandere ten troost,
Daer eer Semiramis, gelyk de faem ontvoude,
Het groote Babilon met hooge toornen boude,
En muuren van tiras. de buurschap onderling
Holpze eerst aen kennis, eer de liefde hen beving.
De trek nam daeglyx toe, om met der tyt te paeren:
Maer d'ouders hinderden die niet te hindren waren.
Ook de Middelnederlandse dichter Dirk Potter hervertelde omstreeks 1400 het verhaal van Pyramus en Thisbe opnieuw, weliswaar op zijn eigen manier aangepast aan de smaak van zijn lezerspubliek.
In oude geesten van Babylone
Heb ic ghelesen hystorien schone.
Sonderlinghe so deynck ic nu
Om ene: die wil ic segghen u.
Twee hoghe vorsten vanden rijck,
Die van coemsten waren gelijck
Woenden beide in een straet,
Huus an huus, mit een plate.
Die een die had enen jonghen zoen,
Die guet was, eerbaer ende schoen,
Ende was ghegeten Pyramus.
Die ander, die int naeste huus
Woende, had een dochter goet,
Zedich ende waelghemoet,
Lustelijck ende zeer bequaem:
Tisbes was hoir rechte naem.
Charivarius wijdde in Herscheppingen, vrij naar Ovidius uit 1926 de Vijfde Zang aan het noodlottig paar. Het is Shakespeare, stelt hij in het voorwoord, die de tragedie "aan flarden scheurt tot een clownerie. [...] Zoo bar heb ik het hier zeker niet gemaakt. Ik zie in deze vertaling geen zweem van bespotting, noch hier, noch in andere zangen. Men bespot geen dichter dien men eert en liefheeft."
Pyramus en Thisbe,
zij, de lieflijkste onder de vrouwen,
vurig en jong alle twee,
spraken af met elkander te trouwen.
Jammer genoeg voor het paar -
of 'n paar mocht het dus nog niet heeten,
maakten de ouders bezwaar,
van geen huwelijk wilden ze weten!
Kees Stip maakte in 1950 een dichtbundel met Vijf variaties op een misverstand. Hij beschrijft het Babylonische drama in de stijl van vijf Nederlandse schrijvers, J.H. Speenhoff, Jan Prins, Martinus Nijhoff, Herman Gorter en Joost van den Vondel. Hieronder vijf fragmenten:
Naar Speenhoff:
Dit is het bloedig moordverhaal van Pyramus en Thisbe
De een, een schone jongeling, wiens ouwe heer in vis dee
De andere, miss Babylon, de dochter van de buurman,
Bij wie hij op beperkte schaal des avonds door de muur kwam
Naar Jan Prins:
Zij spreken af bij morgenkoude
elkaar te ontmoeten op een plek
waar niemand licht aan denken zoude
die geen fantast was of een gek
Naar Nijhoff:
Zijn alle dingen hier een afschijn
van die aan gindse kant van 't graf zijn ?
Doet men daar alles intensiever ?
Wie lief heeft, heeft die daar nog liever ?
Naar Gorter:
chineesche zijde en brusselsch kant en tule -
zoo schreed mijn Thisbe door de vestibule
en schoof den grendel van het slot. Hoor hoor,
piepen stijgt op als van een vogelkoor
Naar Vondel:
O Babyloon, ghy stad zoo schoon,
Het lust ons te bezingen
Hoe droevigh is, en ongewis
Het lot der stervelingen
Die door een spleet, 't zy smal of breed
Hun graege tronies vringen

## In de muziek
- Pyramus and Thisbe uit 1745 is een "mock opera" van de Duits-Engelse componist John Frederick Lampe (1702 of 1703 - 1751).

## In de schilderkunst
- Thisbe ontdekt de stervende Pyramus is een schilderij van Baldung Grien uit circa 1530.[21]
- Onweer met Thisbe die de stervende Pyramus ontdekt is het grootste landschap van Nicolas Poussin, die het in 1651 in Rome schilderde.
- Thisbe is een olieverfschilderij op doek uit circa 1909 door John William Waterhouse, bekend om zijn vele aan Shakespeare gewijde werken.

## Trivia
- De kleur van de moerbei (in het Engels: mulberry) wordt verklaard door de mythe van Pyramus en Thisbe. Verboden door hun ouders om elkaar te ontmoeten, spraken zij in het geheim af onder een moerbeiboom. Nadat eerst Pyramus en daarna Thisbe zich (na het noodlottige misverstand van Pyramus) van het leven had beroofd, mengde hun bloed zich met elkaar. Gemengd reisde het naar boven in de boom, waarbij het de bessen - die altijd wit waren geweest - dieprood kleurde, zoals ze geweest zijn tot de dag van vandaag.[22] Zo'n verklaring heet een etiologische verklaring.